# Labinštica
Labinštica je planina u Trogirskoj Zagori pokraj Labina, po kojemu je i nazvana. 
Na Labinštici je u prvoj polovici šezdesetih godina XX stoljeća sagrađena velika radiotelevizijska odašiljačka postaja, koja je omogućila da se programi tadašnje Radiotelevizije Zagreb primaju i u Dalmaciji na 4. kanalu VHF-a za prvi program. Do 2010. se ljetnim mjesecima preko tog odašiljača mogao pratiti HTV1 i u sj. Europi kad su propagacije dopuštale. Također, nekada se znalo dogoditi da neki drugi daleki odašiljač (Npr. TVE1 koji je također imao odašiljač na 4. kanalu) nekima "sruši" sliku HTV1 na tom kanalu. Od 2006. je u funkciji i digitalni TV odašiljač na Labinštici, preko kojega program emitiraju HTV, Nova TV i RTL Televizija emitiraju program za televizore koji koriste tehnologiju DVB-T.
Na istoj planini je od 2010. i radarska postaja, jedna od deset koje čine Sustav za nadzor i upravljanje pomorskim prometom (VTMIS)